# Emerald Park
Koordinaten: 53° 32′ 38″ N, 6° 27′ 45″ W
Emerald Park (irisch Páirc Smaragaide) ist ein Freizeitpark und Zoo in Ashbourne (County Meath,  Irland), der am 24. November 2010 als Tayto Park eröffnet wurde. Unter diesem Namen wurde der Park noch bis Ende 2022 betrieben.

## Achterbahnen
| Name            | Typ                                  | Hersteller               | Eröffnungsjahr | Bemerkungen                                                                                 | Weblinks |
| --------------- | ------------------------------------ | ------------------------ | -------------- | ------------------------------------------------------------------------------------------- | -------- |
| Cú Chulainn     | Holzachterbahn                       | Gravitykraft Corporation | 2015           | Ist die erste Holzachterbahn Irlands und basiert auf der gleichnamigen irischen Mythologie. |          |
| Dino Dash       | Familienachterbahn                   | Vekoma                   | 2022           |                                                                                             |          |
| Flight School   | Familienachterbahn                   | Zierer Rides             | 2019           |                                                                                             |          |
| Ladybird Loop   | Familienachterbahn, Spinning Coaster | SBF Visa Group           | 2018           |                                                                                             |          |
| Na Fianna Force | Inverted Coaster                     | Vekoma                   | 2024           | Der erste und einzige Inverted Coaster Irlands.                                             |          |
| Quest           | Shuttle Coaster, Familienachterbahn  | Vekoma                   | 2024           | Der erste und einzige Shuttle Coaster Irlands.                                              |          |

## Zoo
Der Zoo auf dem Gelände zeigt rund 250 Tiere, er nimmt mit 18 Arten am Europäischen Erhaltungszuchtprogramm der EAZA teil.